# Yên Kỳ (xã)
Yên Kỳ là một xã thuộc huyện Hạ Hòa, tỉnh Phú Thọ, Việt Nam.

## Địa lý
Xã Yên Kỳ nằm ở phía đông huyện Hạ Hòa, có vị trí địa lý:
- Phía đông giáp huyện Thanh Ba
- Phía tây giáp xã Hương Xạ và xã Yên Luật
- Phía nam giáp xã Vĩnh Chân
- Phía bắc giáp huyện Đoan Hùng và xã Phương Viên.

Xã Yên Kỳ có diện tích 28,20 km², dânn số năm 2018 là 9.814 người, mật độ dân số đạt 348 người/km².

## Lịch sử
Địa bàn xã Yên Kỳ hiện nay trước đây vốn là ba xã: Cáo Điền, Chính Công, Yên Kỳ.
Trước khi sáp nhập, xã Yên Kỳ có diện tích 15,07 km², dân số là 5.411 người, mật độ dân số đạt 359 người/km². Xã Cáo Điền có diện tích 5,99 km², dân số là 2.377 người, mật độ dân số đạt 397 người/km², gồm 6 khu. Xã Chính Công có diện tích 7,14 km², dân số là 2.026 người, mật độ dân số đạt 284 người/km².
Ngày 17 tháng 12 năm 2019, Ủy ban Thường vụ Quốc hội ban hành Nghị quyết 828/NQ-UBTVQH14 về việc sắp xếp các đơn vị hành chính cấp xã thuộc tỉnh Phú Thọ (nghị quyết có hiệu lực từ ngày 1 tháng 1 năm 2020). Theo đó, sáp nhập toàn bộ diện tích và dân số của hai xã Cáo Điền và Chính Công vào xã Yên Kỳ.